# Granö IF
Granö IF var en idrottsförening från Granö i Vindelns kommun, Västerbotten. Föreningen bildades 1925 och var från starten aktiv inom skidåkning. 
Under 1960-talet hade klubben framgångar inom ishockey där man vann Division III Södra Nordsvenska 1967 och 1969. Andra gången man vann accepterade man uppflyttning till Division II där man spelade säsongerna 1969–1975 då seriesystemet lades om. 